# El primer amor
El primer amor (en alemany original, Erste Liebe) és una pel·lícula alemanya del 1970, escrita i dirigida per l'actor austríac Maximilian Schell, en el que va suposar el seu debut com a director. Es tracta de l'adaptació de la novel·la homònima d'Ivan Turguénev protagonitzada pel mateix Schell, Dominique Sanda, i John Moulder-Brown. Ha estat doblada al català.

## Argument
Alexandre, un jove de bona família en edat de pubertat, cau sota l'encanteri de Sinaïda, una veïna de 21 anys d'una família aristocràtica anada a menys. Però el pare d'Alexandre no veu les coses de la mateixa manera.

## Repartiment
- John Moulder-Brown - Alexander
- Dominique Sanda - Sinaida
- Maximilian Schell - Pare
- Valentina Cortese - Mare
- Marius Goring - Dr. Lushin
- Dandy Nichols - Princesa Zasekina
- Richard Warwick - Tinent Belovzorov
- Keith Bell - Comte Malevsky
- Johannes Schaaf - Nirmatsky
- John Osborne - Maidanov

## Recepció
Roger Greenspun de The New York Times va escriure sobre la pel·lícula que "malgrat la seva pretensió, la seva bonicitat, els seus 1.000 excessos, i fins a cert punt, a causa d'ells, es pot veure, fins i tot com si estigués asfixiada per l'estil." Roger Ebert del Chicago Sun-Times va donar a la pel·lícula dues estrelles de quatre i va escriure: "El problema de 'First Love' (a part del fet que la conclusió de cap manera sorgeix orgànicament del material) és que tota la pel·lícula és tan contundent en el seu sentit de tragèdia: en el seu debut com a director, Maximilian Schell ha agafat una història de Turguénev i l'ha estirada amb silenci, paisatges immensos sense personatges, multitud d'ocells, certa solitud i un estil visual que no ajuda gaire." Gene Siskel del Chicago Tribune va donar a la pel·lícula la mateixa puntuació de dues estrelles i va declarar "Schell deixa de banda la història de Turguénev a l'element essencial de l'amor d'un jove per una veïna visitant i intenta incloure'n quelcom de l'inici social de l'autor rus sobre la superficialitat de la classe dominant. El resultat és un guió amb una ambició que no és ni sensual ni enginyós." Variety la va anomenar "una imatge sincera, afectuosa i exquisidament bonica de l'amor juvenil - o la infatuació - en el context d'un rerefons mandrós però ja amenaçat d'un món i d'una societat que era, però això també reflecteix simbòlicament el dia d'avui." Charles Champlin del Los Angeles Times va declarar: "En els moments 'First Love' és massa el·líptic i confús, tot i que el principal avenç de la narració mai vacil·la. El que és especialment destacable és el poder de suggeriment i contenció de la pel·lícula per transmetre una atmosfera molt carregada de sexe decadent." Gary Arnold de The Washington Post va escriure "el cinematògraf Sven Nykvist fa un espectacle de gran intensitat, realitzant una impressionant proesa de lluminositat rere l'altre, però el director Maximilian Schell il·lumina compulsivament sobre qüestions de tema i personatge i el període històric i la continuïtat."

## Premis
- Nominada a l'Oscar a la millor pel·lícula de parla no anglesa el 1971 representant Suïssa[8]
- Premi d'or als Deutscher Filmpreis com a llargmetratge destacat
- Conquilla de Plata al millor director al Festival Internacional de Cinema de Sant Sebastià 1970.[9]